# Synagoge (Glogau)

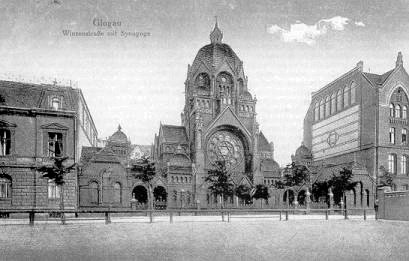
Die Synagoge Glogau auf einer historischen Postkarte

Die Synagoge Glogau (heute polnisch Głogów) war eine Synagoge an der Wingenstraße (heute Hugo-Kołłątaj-Straße) in Glogau. Die Synagoge war ein Beispiel für die Synthese von Backsteingotik und maurischen Formen und stellte zugleich die nordische Variante des orientalischen Synagogenbaustils dar, die das Selbstbewusstsein der 1871 emanzipierten neuen Mittelschicht symbolisierte.

## Beschreibung

Die Synagoge Glogau

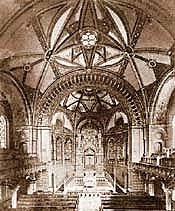
Die Synagoge Glogau innen

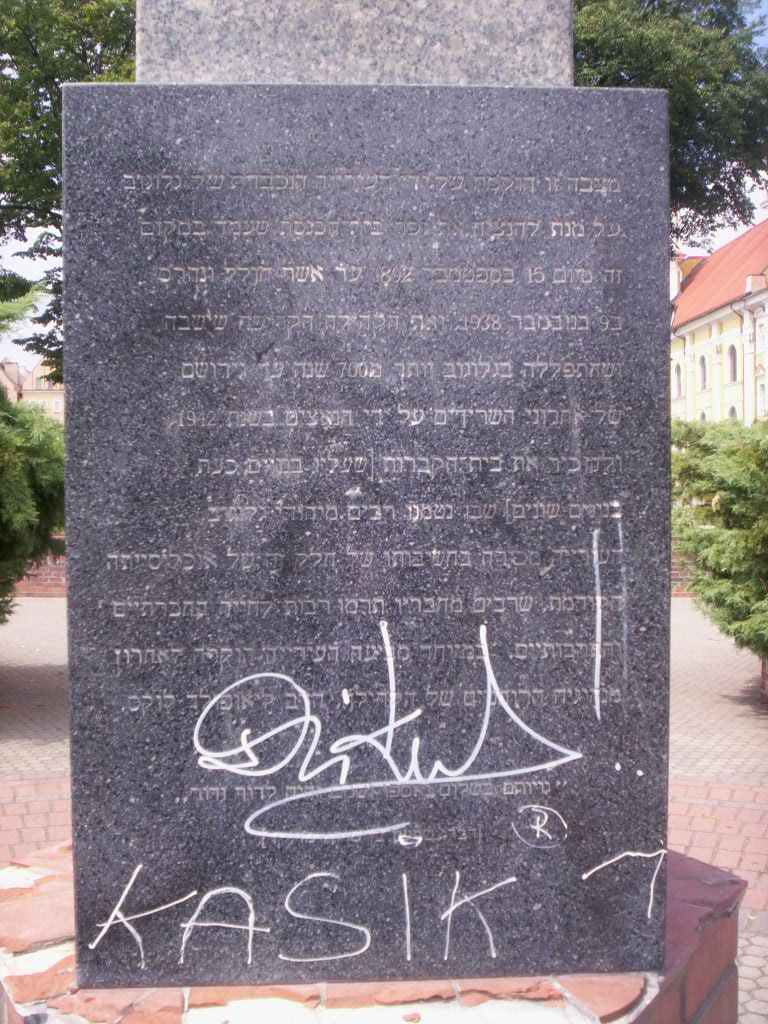
Gedenktafel in hebräischer Sprache (mit Vandalismusspuren)

Der Sakralbau wurde in den Jahren von 1891 bis 1892 nach Plänen des Architekten Jürgen Kröger als hoher überkuppelter Zentralbau errichtet. Die Fassade schmückte ein hohes Portal, das eine Rosette mit dem Magen David einschloss. Der Zentralbau war architektonisch dem Eklektizismus zuzuordnen, wobei Stilelemente der Neogotik bzw. Backsteingotik mit maurischen Formen und Formen der Neorenaissance verbunden wurden. Der Innenraum bot Platz für 300 Männer und 250 Frauen.
Im Novemberpogrom 1938 wurde die Synagoge Opfer einer Brandstiftung. Die Ruinen wurden später abgebrochen. In der Nachkriegszeit wurden auf den Fundamenten wieder die Synagogenmauern etwa einen Meter hoch errichtet. Zum 55. Jahrestag der Brandstiftung wurde in der Mitte der so entstandenen Einfriedung auf einem gepflasterten Platz mit dem Magen David eine Gedenksäule (Stele) aufgestellt, mit einer polnischen und hebräischen Aufschrift, in der die 700-jährige Anwesenheit von Juden in Glogau erwähnt wird.

## Geschichte
Bekannte Glogauer jüdischen Glaubens waren Hauerwitz, Besitzer des Herrenausstatterladens Breslauer am Markt, Dr. Lindemann, Kinderarzt, der im Sommer 1934 als Leiter einer jüdischen Pfadfindergruppe im Wald erschlagen wurde, Dr. Getzel, Hautarzt und Dr. Jacobsohn, Rechtsanwalt, der im Herbst 1934 in seinem eigenen Haus verprügelt wurde. Ein Augenzeuge berichtete von der Zerstörung der Glogauer Synagoge als eine von langer Hand geplante Tat. Schüler waren auf dem Weg von der Schule nach Hause auf der Wingenstraße an der Synagoge vorbeigekommen und hatten die brennende Glogauer Synagoge gesehen. Nachdem diese die Nachricht ihren Mitschülern mitgeteilt hatten, gingen diese durch einen Hinterausgang bei der Wohnung des Pedells in kleinen Gruppen hinaus, um den in Flammen stehenden Sakralbau der Glogauer jüdischen Gemeinde zu betrachten. Die Glogauer Synagoge stand direkt neben einem Krankenhaus und war von diesem nur durch eine Brandmauer getrennt. So hatte die Feuerwehr Glogaus nach den Angaben der Mutter eines anderen Schülers, die im Krankenhaus lag, schon einen Tag vor der Brandstiftung mit Brandschutzmaßnahmen für das Krankenhaus begonnen. Die nordschlesische Tageszeitung Nota jedoch schrieb von einem spontanen emotionalen Anlass für die Brandstiftung.